# 细裂复叶耳蕨
细裂复叶耳蕨（学名：Arachniodes coniifolia）也称茴叶复叶耳蕨，为鳞毛蕨科复叶耳蕨属下的一个种。模式标本采自尼泊尔。